# District de Mohali
Le district de Mohali est un des 22 districts de l'état indien du Pendjab.